# Agitateur de laboratoire
Pour les articles homonymes, voir Agitateur.

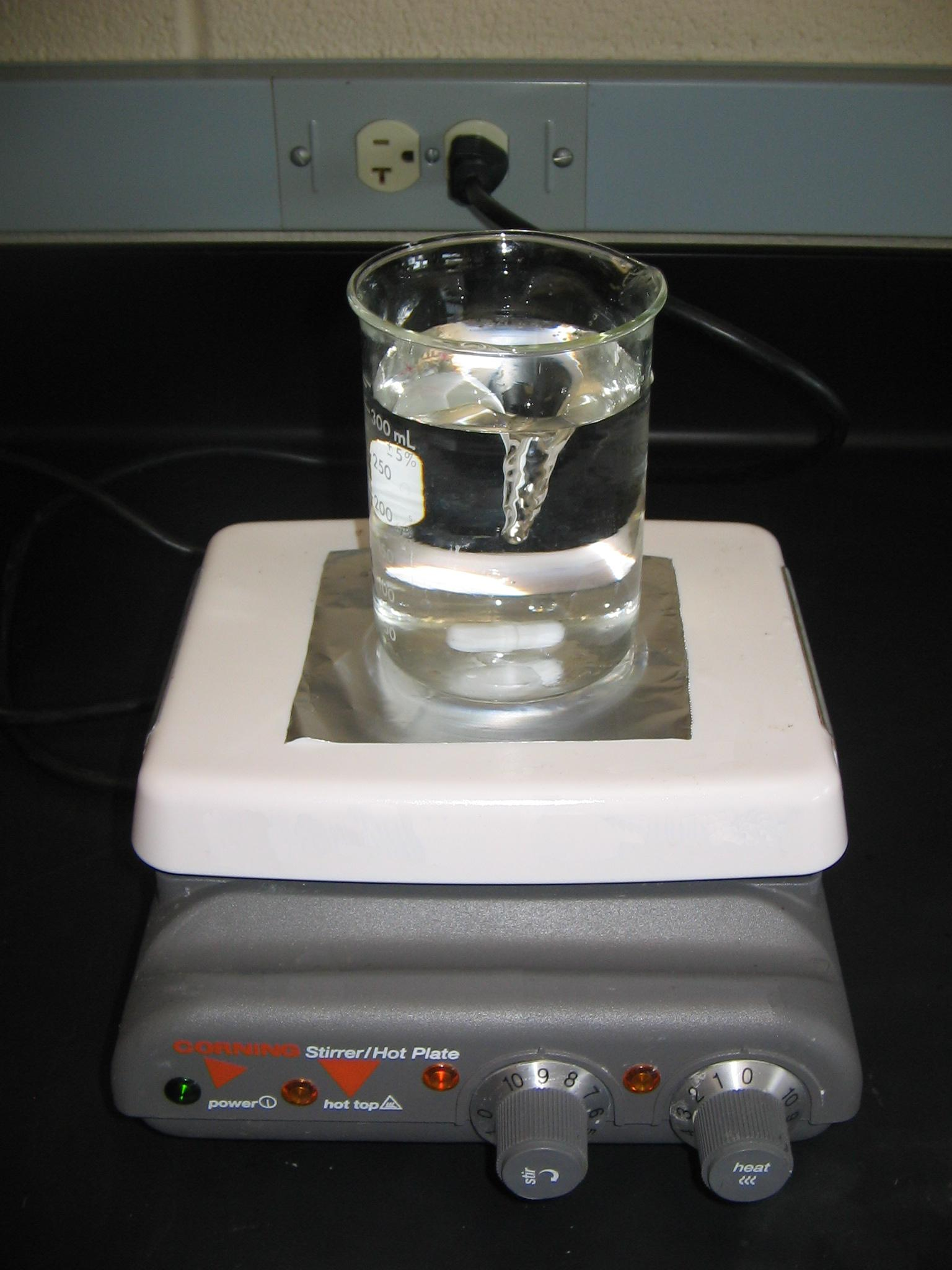
Barreau magnétique sur une plaque chauffante faisant également office d'agitateur

Un agitateur est un équipement de laboratoire ayant pour but d'assurer l'homogénéisation d'un milieu (homogénéisation du point de vue des composants du milieu et/ou de la température).
Il existe différents types d'agitateur en fonction du milieu, de la configuration de l'unité et de l'effet désiré.
Au laboratoire, l'agitation d'une solution peut être réalisée par une baguette de verre qui permet de remuer une solution dans un récipient. L'agitation est dite manuelle.
Son utilisation peut être remplacée par un barreau magnétique en association (ou non) avec une plaque chauffante. L'agitateur est alors le bloc qui permet d'agiter le barreau magnétique. Il est constitué d'un aimant mis en rotation par un moteur à vitesse variable.
Avant l'avènement des agitateurs et des barreaux magnétiques, l'agitation au laboratoire était réalisée par un moteur qui mettait en rotation une baguette plongeant verticalement dans la solution. La baguette passait le cas échéant par le condenseur. Cette baguette était terminée par une pale d'une forme et d'une dimension adaptée au récipient contenant la solution à agiter.